# Trichoncus similipes
Trichoncus similipes är en spindelart som beskrevs av Denis 1965. Trichoncus similipes ingår i släktet Trichoncus och familjen täckvävarspindlar.
Artens utbredningsområde är Portugal. Inga underarter finns listade i Catalogue of Life.